# Спас-Дощатый
Спас-Дощатый (до 1940 года — Спас-Дощатый, также Спас Дощаной, Дощатый Погост, Дощаной Погост, до 2003 года Горное) — село в Зарайском районе Московской области в составе муниципального образования сельское поселение Машоновское (до 29 ноября 2006 года входило в состав Протекинского сельского округа)

## Население
| 2002 | 2006 | 2010 |
| ---- | ---- | ---- |
| 2    | →2   | ↗7   |

## География
Спас-Дощатый расположен в 20 км на север от Зарайска, на правом берегу реки Осётр, высота центра деревни над уровнем моря — 167 м.

## Археология
К археологическими достопримечательностям окрестностей села можно отнести: курганы к Северу-Западу от села над Осетром; курган в Аргунове; городок на Юго-Восток от Аргунова в овраге, называемом «Немерзлой речкой», где в середине XIX века был выкопан кошель с серебряными монетами; курганы недалеко от деревни Власьево у оврага, называемого «старым оврагом», и городок — дальше в лесу.

## История
Погост Спас-Дощатый впервые упоминается в Платёжных книгах 1594 года. По окладным книгам в 1676 г. в погосте Дощатом числилось 182 прихожанина. По описи 1763 г. показано бобылей — 86 душ, земли — 110 четвертей, сенных покосов — 200 копен. В Зарайскую Воеводную канцелярию вносилось в год по 1 рублю. Других платежей не делалось. Однако, на приказные и мирские расходы собиралось по 8 руб. 60 коп. в год. Кроме того, до 1763 г. в пользу причта бобыли убирали хлеб на 6 четвертях и сено 100 копен. Упоминаются также и выводные деньги за баб и девок. Помимо земледелия, которое было не очень выгодно на здешних землях, крестьяне занимались ещё разматыванием бумажной пряжи, ткали миткаль, нанку, плис и т. п., занимались сапожничеством, портняжничеством, работали резчиками на фабриках. В селе Дощатом была школа грамотности. В 1858 году в деревне числилось 54 двора и 326 жителей, в 1884 году — 358 жителей, в 1906 году — 56 дворов и 408 жителей. В 1930 году был образован колхоз «Красная звезда», в 1940 году переименовано в Горное. С 1981 года — в составе совхоза «Вперед к коммунизму», постановлением губернатора Московской области 27 января 2003 года селу вернули историческое название Спас-Дощатый.
Существует предание, что царь Иван IV Грозный, проплывая по р. Осетр на поклонение иконе, св. Николая Чудотворца в Зарайск подарил на исправление ветхого храма в Спасском погосте ту лодку, на которой он совершал путешествие, а причт снабдил землею. Возможно с этим связано второе названия погоста — Дощатый. Также существует версия, что царь называл холм, на котором расположен Спас-Дощатый — «русским Фавором».
Следует отметить, что село Спас-Дощатый довольно удачно расположено с точки зрения оборонительной позиции — на высоком берегу и как-бы на полуострове, образованном изгибом р. Осетр. Название села, престольный праздник Преображение Господне (яблочный Спас) и особая симпатия к нему царя Иоанна Васильевича IV Грозного, возможно связаны с событиями, произошедшими летом 1541 г., когда крымский хан Саип-Гирей, подстрекаемый мятежным князем Семеном Бельским, повел всю свою орду на покорение Московского княжества. 28 июля (по старому стилю) Саип-Гирей атаковал город Осетр (Зарайск) а затем, через 2 дня, встал на высоком берегу Оки под Ростиславлем. Ока имеет особенно высокий и обрывистый берег вблизи русла р. Осетр, в пределах 4-6 км от современного с. Спас-Дощатый. Великая опасность сплотила русских воевод и князей, вышедших к противоположному берегу Оки под Коломной. Саип-Гирей не ожидал увидеть большое и хорошо вооруженное войско, которое, со слов Бельского, должно было уйти на Казань. В результате хан не стал рисковать и отступил в канун Спасова дня. Через несколько лет орда предприняла ещё один аналогичный поход с аналогичным результатом.
Во время секуляризационной реформы 1764 года, земля у Преображенского причта была отобрана а бобыли перешли в ведомство Коллегии экономии. Взамен отобранной собственности церковь получила 33 десятины земли. Упоминается, что один из местных священников — Алексей (Иаков?) Феодоров, успел скупить в полную собственность много поемных лугов и пахотных земель, часть которых перешла по наследству его сыну Василию. Они занялись извозом рыбы из Саратова и Астрахани, откуда и могли «завезти» ересь молокан. Дело в том, что спорное дело с крестьянами из-за церковной земли продолжалось в течение длительного времени и существенно осложняло отношения с прихожанами. Крестьяне уменьшали плату за требы, не позволяли пасти скот церковнослужителей на своем выгоне, травили у них хлеб и т. п. Возможно с этим была связано распространение молоканской ереси среди прихожан, многие из которых уклонялись от исповеди и святого причастия в церкви, были холодны к богослужению.

## Достопримечательность
Деревянная Преображенская церковь в погосте существовала с XVI века. В 1709 году архиепископ Вятский и Великопермский Дионисий построил каменную церковь в духе московского барокко, которая была освящена в 1713 году.